# Haar

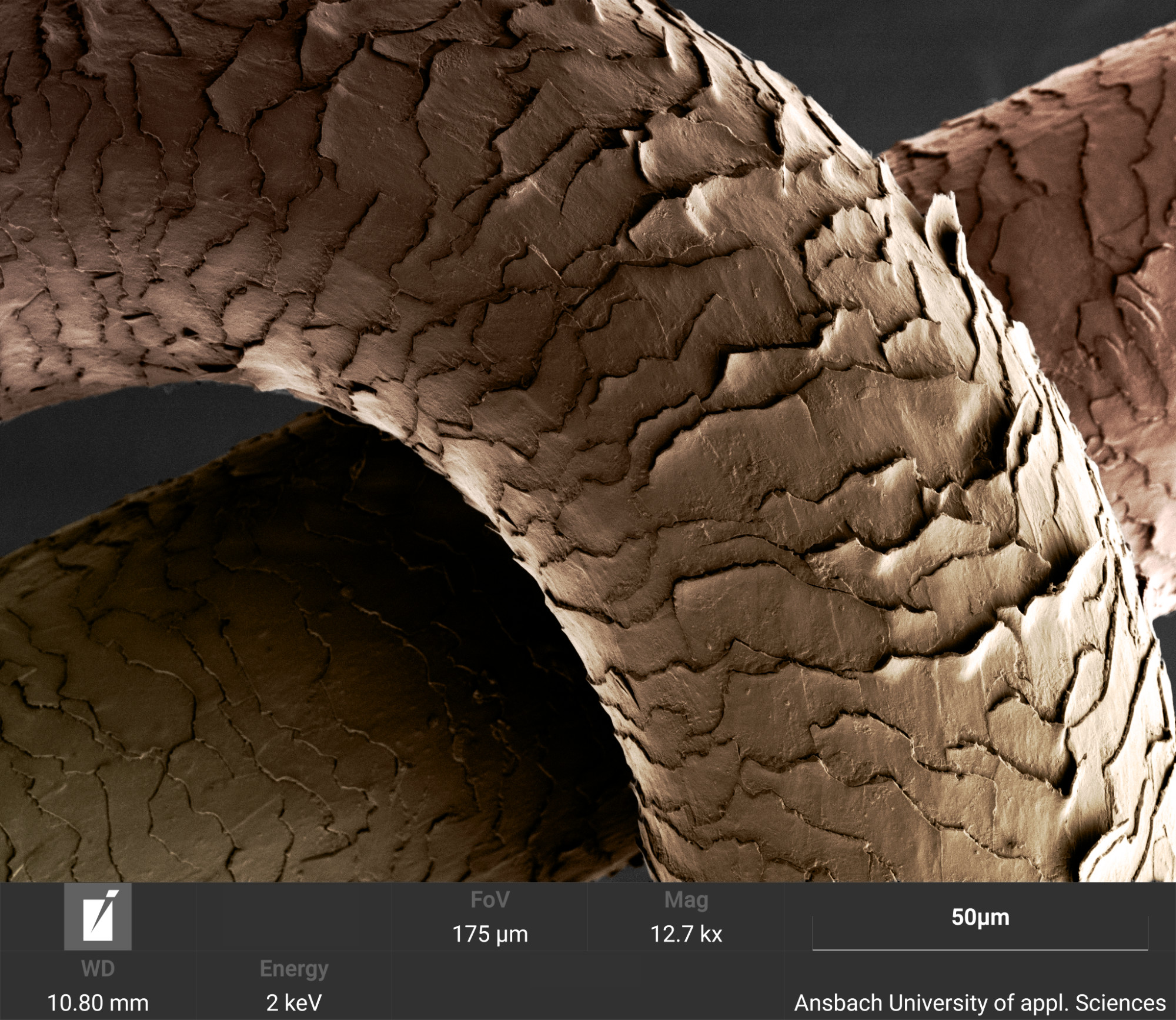
Rasterelektronenmikroskopie eines Menschenhaars mit einer Dicke von ca. 80 µm. Die Aufnahme wurde künstlich eingefärbt

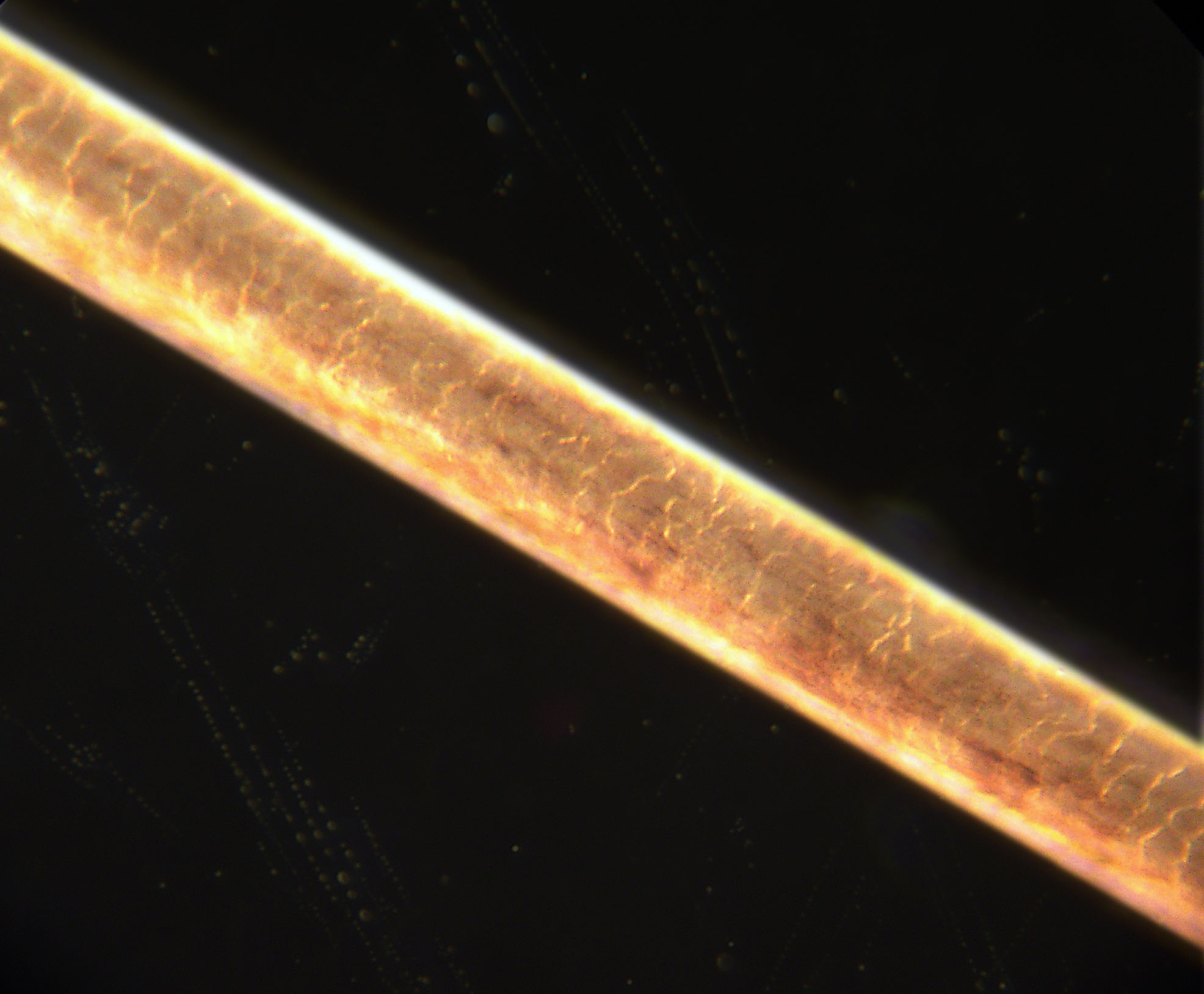
Menschenhaar unter dem Mikroskop. Dicke etwas weniger als 0,1 mm, hell zeichnen sich C-förmige Schuppenkanten ab, die Haarwurzel liegt also rechts.

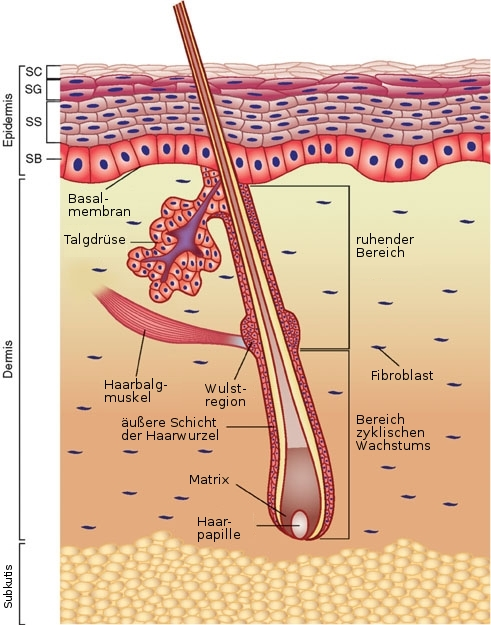
Schematischer Querschnitt durch die Haut mit Haarfollikel

Ein Haar (lateinisch pilus, capillus [Haupthaar], crinis, coma) ist ein langer Hornfaden, der auf der Haut von Säugetieren wächst. Haare bestehen im Wesentlichen aus Keratin. Alle Säugetiere tragen auf ihrer Haut zumindest teilweise Haare, die Schleimhäute sind immer unbehaart. Mit wenigen Ausnahmen (Handflächen, Fingerinnenseiten, Fußsohlen, Brustwarzen, Lippenrot) ist die gesamte äußere Haut des Menschen behaart. Bei der menschlichen Behaarung wird unterschieden in Kopfhaar, Barthaar und Körperhaar.

## Etymologie
Die Bezeichnung mittelhochdeutsch, althochdeutsch hār, „Haar“, auch vom Tierfell gesagt, geht auf germ. *hēra- „Haar“ zurück, das zu der idg. Wurzel k̑er[s] „starren; rauh, struppig sein“ gehört.

## Begriffliche Abgrenzung
Neben dem hier behandelten Haar der Säugetiere gibt es eine Reihe haarähnlicher Strukturen, die umgangssprachlich oft ebenfalls als Haare oder als Härchen bezeichnet werden, so Pflanzenhaare Trichome, Setae die haarähnlichen Gebilde bei Gliederfüßern, Chaetae bei Ringelwürmern, Spatulae, die Hafthärchen an den Füßen von Geckos, Sensillen haarähnliche Sinnesorgane bei Gliederfüßern und einigen Reptilien, Zilien (insbesondere Kinozilien) Flimmerhärchen an Zellen und Stereozilien, haarähnliche Fortsätze an Sinneszellen (Haarzellen). Bei allen diesen genannten Strukturen handelt es sich aber nicht um echte Haare.

## Tierhaare, Fell
Die Behaarung ist die charakteristische Körperbedeckung aller Säugetierarten und wird meist als Fell oder Pelz bezeichnet (mit Haut: Balg). Bei einigen Arten oder in bestimmten Lebensabschnitten und Körperregionen werden jedoch kaum Haare gebildet. Man unterscheidet bei Tieren Fellhaare (Capilli, als Leit- und Grannenhaare), Borstenhaare (Setae), Wollhaare (Pili lanei) und Langhaare. Außerdem besitzen viele Säugetiere Vibrissen (Tasthaare). Daneben treten weitergebildete, verhornte Haare als Stacheln (z. B. beim Igel) auf.

## Das Haarorgan

### Aufbau

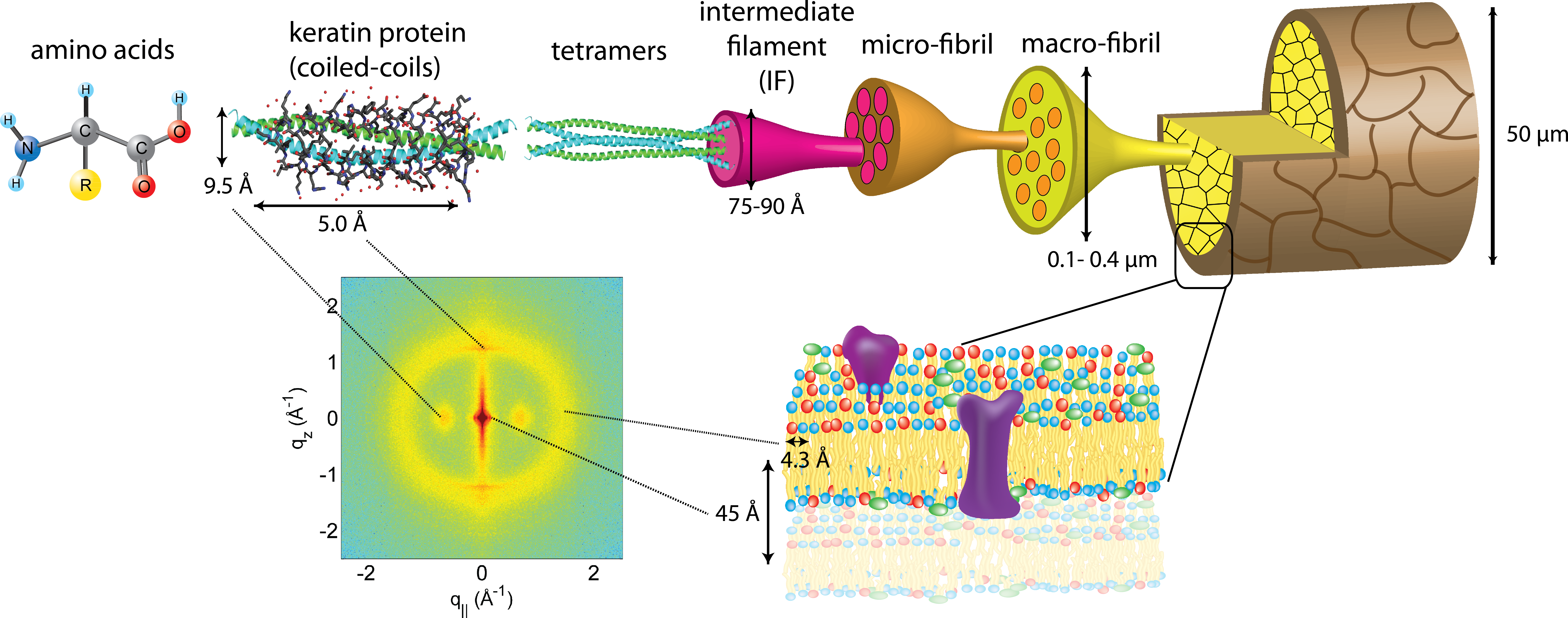
Hierarchische Struktur von menschlichem Haar in Cortex und Cuticula

Das Haar ist grob in drei Schichten aufgebaut: Cuticula, Cortex und Medulla.
Die äußerste Schicht, Cuticula oder Schuppenschicht genannt, besteht aus flachen, übereinandergreifenden, verhornten, abgestorbenen Zellen, ähnlich zur Haarspitze orientiert wie bei einem Tannenzapfen. Sie besteht aus sechs bis zehn solcher Zelllagen. Die Schuppenschicht zeigt den Gesundheitszustand des Haares an. Beim gesunden Haar liegt die Schuppenschicht flach an und ergibt so eine glatte, durchscheinende Oberfläche. Das Licht wird optimal reflektiert und ergibt so den gesunden Glanz des Haares. Alkalisches Milieu öffnet die Schuppen, saure Umgebung verschließt sie.
Der Cortex („Rinde“) – auch Faserschicht oder Faserstamm genannt – macht ca. 80 % des Haaranteils aus. Hier spielen sich alle für den Friseur relevanten chemischen Prozesse ab. Der Cortex besteht aus Faserbündeln, die aus einer großen Zahl feinster Keratinfasern, den Fibrillen, bestehen. Diese entstehen vermutlich dadurch, dass sich Cortexzellen aneinanderlagern. Die Verbindung zwischen den beiden Zellen wird durch den Zellmembrankomplex hergestellt, den man sich als eine Art Kittsubstanz vorstellen kann. Die Reißfestigkeit und Elastizität des Haares sind auf diese Verkittung zurückzuführen.
In wenigen Fällen, und dann auch nur bei dicken Haaren, fällt eine starke Auflockerung der Faserstruktur im Zentrum des Haares auf. In seiner Längsrichtung zeigt sich eine kanalförmig verlaufende, je nach Haardurchmesser unterschiedlich breit auftretende und unregelmäßig angeordnete Masse. Die im Faserstamm sonst so geordnete Struktur fehlt hier. Teilweise sind Hohlräume zu erkennen.
Diesen Bereich des Haares nennt man Markkanal oder einfach Mark (Medulla).

### Haarwurzel
Der in die Haut versenkte Teil des Haares wird als Haarwurzel (Radix pilii) bezeichnet. Im unteren Bereich der Lederhaut entsteht das Haar an der Haarpapille.
Im Bildungsbereich, der Matrix, lagern zahlreiche Melanozyten, die ihre Pigmente an das entstehende Haar abgeben. Die keratinreichen Hornzellen wandern nach oben und bilden dabei den Haarschaft, der sich innerhalb des Follikels zur Hautoberfläche schiebt.

### Haarfollikel (Haarbalg)
Der Haarschaft (Scapus) liegt in einer länglichen Einstülpung der Oberhaut, dem Haarfollikel oder Haarbalg (Folliculus pili), an dessen unteren Ende das Haar in der Haarwurzel (Radix pili) gebildet wird. In den Follikel mündet eine Talgdrüse, an manchen Körperstellen auch eine Duftdrüse.
Der Haarfollikel ist seiner Länge nach von einer inneren und einer äußeren epithelialen Haarwurzelscheide umgeben.
Die äußere Haarwurzelscheide kann als Fortsetzung des Stratum basale epithelii (= Stratum germinativum epithelii) in den Haartrichter aufgefasst werden. Unter dem Haartrichter versteht man die trichterförmige Einsenkung der Haut an der Stelle, wo das Haar aus der Haut austritt. Die äußere Haarwurzelscheide umgibt den in der Haut verlaufenden Teil des Haares, die Haarwurzel und bildet eine Hülle um die innere Haarwurzelscheide, die mit ihren gegen die Haarwurzel gerichteten Hornschüppchen (s. Abb.) das wachsende Haar im Follikel hält.

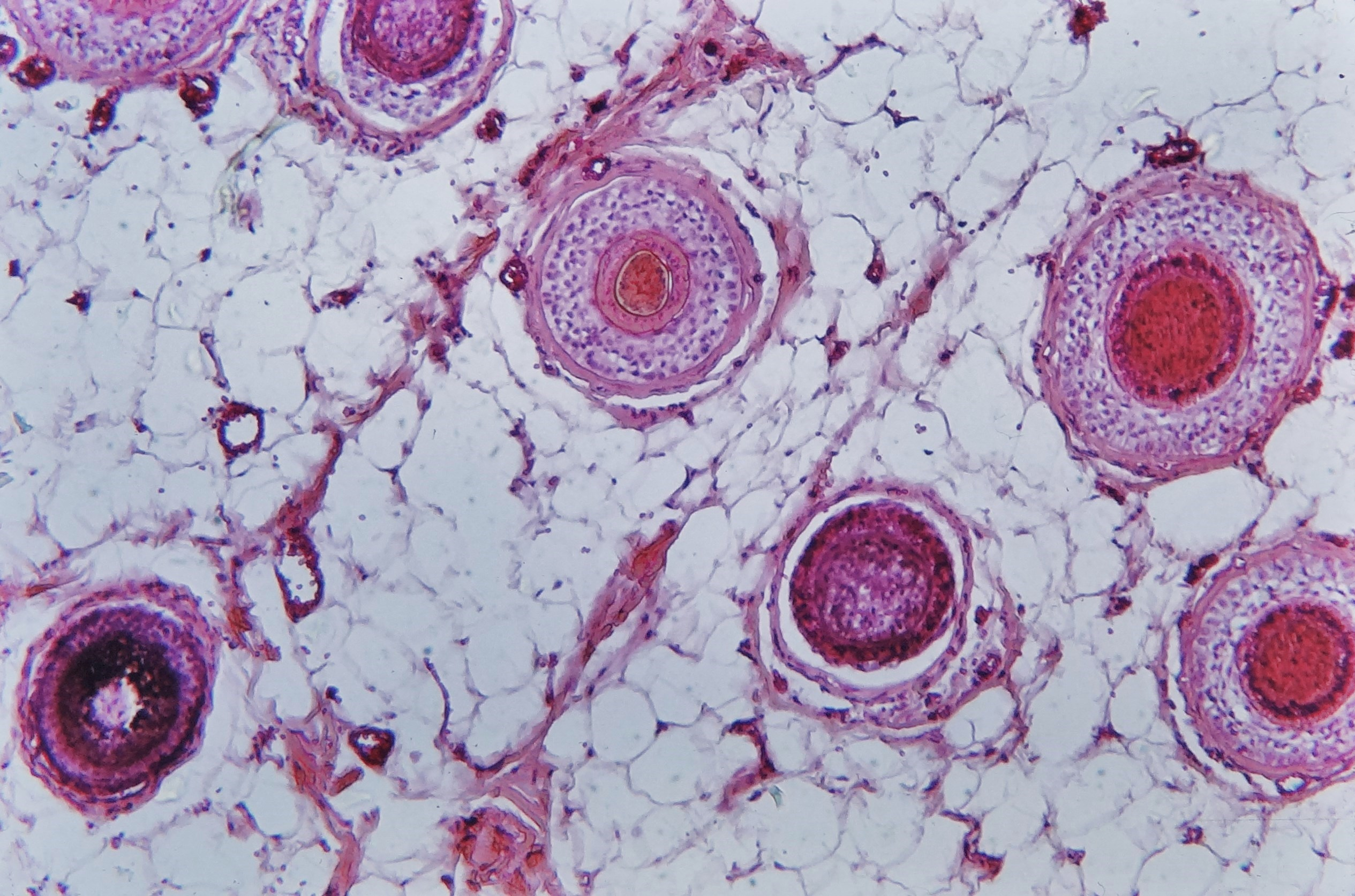
Der histologische Schrägschnitt der menschlichen Kopfhaut zeigt in unterschiedlicher Höhe angeschnittene Haarfollikel (Hämatoxylin-Eosin-Färbung)
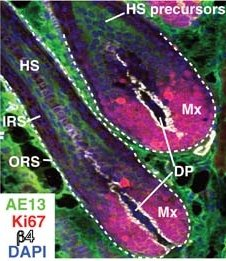
Haarfollikel. Mx: Matrixzellen, DP: Haarpapille, HS: Haarschaft, IRS: innere Schicht der Haarwurzel, ORS: äußere Schicht der Haarwurzel

Die innere Haarwurzelscheide umgibt sowohl die Haarwurzel als auch den Haarschaft im Follikel und stammt von am äußeren Rand der Haarwurzel gelegenen Matrixzellen ab. Sie lässt sich weiter untergliedern in:
- Henle-Schicht (äußerste Schicht)
- Huxley-Schicht (mittlere Schicht)
- Kutikula (innerster, der Haarwurzel, respektive der Wurzelrinde anliegender Teil der inneren Haarwurzelscheide)

Die Zellen der inneren epithelialen Haarwurzelscheide verhornen ebenfalls und verankern das Haar im Follikel: Ihre Hornschuppen sind gegen die Wurzel gerichtet, die Schuppen des Haares dagegen zur Haarspitze, wodurch sie verzahnt sind.
Die äußerste Hülle, die bindegewebige Wurzelscheide, verankert den Follikel in der Dermis. An ihr setzt, außer bei Primärhaaren (Deck- und Fellhaare), der aus glatter Muskulatur bestehende kleine Haaraufrichtemuskel (Musculus arrector pili, auch Haarbalgmuskel oder Pilomotor) an. Er richtet das Haar bei Kälte oder psychischen Einflüssen wie Erregung und Wut auf. Beim Menschen nennt man die durch das Aufrichten der Haare (Piloerektion) entstehende Hautstruktur auch Gänsehaut. Die zur äußeren Wurzelscheide gerichtete Schicht platter Epithelzellen der inneren Wurzelscheide wird auch als Henle-Schicht bezeichnet.
Schließlich umwickeln einige Nervenfasern den Follikel und erfüllen als Haarfollikelrezeptoren Tastfunktionen.

### Feinaufbau des Cortex
Der Cortex (Faserstamm) besteht aus langgestreckten, ca. 5 µm dicken Cortexzellen. In den Cortexzellen sind 20–30 Makrofibrillen eingelagert, die den Haaren die Festigkeit geben. Eine Makrofibrille (Durchmesser 300 nm) enthält Hunderte von Mikrofibrillen (Durchmesser 7–10 nm), diese wiederum Protofibrillen, bestehend aus helixförmigen Keratin-Molekülen. Die Fasern sind untereinander über Schwefelbrücken verbunden und mechanisch miteinander verdrillt. Die Cortexzellen sind in eine Art Kitt eingebettet (isotropes Keratin).

## Biochemie des Haares
Die am Aufbau der Haare beteiligten Substanzen bestehen hauptsächlich aus den Elementen Kohlenstoff (50 %), Sauerstoff (23 %), Stickstoff (17 %), Wasserstoff (6 %) und Schwefel (4 %). Unter normalen Bedingungen hat menschliches Haar einen Wasseranteil von 10 %, der seine mechanischen Eigenschaften erheblich beeinflusst. Je nach Feuchtigkeit der umgebenden Luft kann der Wasseranteil über Diffusion von Wasserdampf auf über 30 % ansteigen. Andererseits wirkt Haar wasserabstoßend, weil insbesondere auch die äußere Cuticula Lipide wie Fette, Fettsäuren, Sphingolipide (Ceramide, Sphingomyeline, Cerebroside und Ganglioside) und Steroide wie Cholesterol und seine Derivate (v. a. Cholesterolsulfat) enthält.

Schematische Darstellung von Disulfidbrücken innerhalb eines Keratinmoleküls; die α-helikale Struktur von Keratin ist zur Klarheit des Schemas nicht berücksichtigt.

Der Cortex, also der Hauptteil des Haares, besteht im Wesentlichen aus natürlichen Polymeren: 90 Prozent des Trockengewichtes sind Proteine (Eiweiße), die als Keratine bezeichnet werden. Die Konformation ist überwiegend helikal (Peptid-Spirale). Die Haarproteine werden durch kovalente Disulfidbrücken zwischen Cysteinresten zusammengehalten, aber auch durch schwächere Dipol-Dipol-Wechselwirkungen sowie Wasserstoffbrückenbindungen und Van-der-Waals-Kräfte. Die Keratine bilden dabei Filamente, die sich wiederum zu Makrofibrillen zusammenlagern.
Keratin ist chemisch sehr stabil – in ägyptischen Gräbern wurde nahezu intaktes Haar gefunden. Eine Veränderung des Cystein-Anteils führt zu einer Änderung der Steifigkeit des Haares. Die Eigenschaften von Keratin bedingen alle chemisch relevanten Prozesse, die die Form oder Art einer Frisur ausmachen. Die Disulfidbrücken werden z. B. durch Dauerwellprodukte wie Thioglycolat gespalten, wodurch die Vernetzung vorübergehend aufgehoben wird. Wasserstoffbrücken im Keratin werden dagegen leicht gelockert und ermöglichen eine Umformung des Haares, beispielsweise durch Föhnen, Eindrehen oder durch Anfeuchten und in Form Trocknen.
Melanine sind für die Haarfarbe verantwortlich. Eumelanin bestimmt dabei Töne von Braun bis Schwarz. Phäomelanin ist für blonde bis rote Haare farbbestimmend. Das Dilute-Gen ist für graue bis isabellfarbene Haarfarben verantwortlich. Bei Menschen mit Albinismus sind die Haare aufgrund des Fehlens von Melaninen weiß bis hellblond. Der UV-Anteil im Sonnenlicht kann, insbesondere bei Einwirkung von Salzen (z. B. im Meerwasser) und Sauerstoff, das Melanin bleichen. Ähnliche Farbtöne werden beim Blondieren mit Wasserstoffperoxid erzielt. Bei einer Ausbleichung oder einer Blondierung verändert sich jedoch auch die Struktur des Haars.
Deutsche und britische Forscher veröffentlichten im März 2009 eine Studie, in der sie feststellten, dass die Graufärbung von Haaren im Alter Folge eines geringeren Abbaus von Wasserstoffperoxid in den Haaren ist.
Daneben enthalten Haare eine große Anzahl von Spurenelementen und auch Medikamentenrückstände. Einige Stoffe sind dabei durch Umwelteinflüsse bestimmt oder durch unterschiedliche Ernährung und Lebensweise variabel.

## Haararten und ihre Lage beim Menschen
Man kann drei Haarsorten unterscheiden:
- Lanugohaar
- Vellushaar
- Terminalhaar

### Zahlen für Haare beim Menschen
Wachstumsrate und Haardurchmesser sowie die Anzahl der Haare sind genetische Faktoren, die bei jeder Person unterschiedlich sein können. Dennoch schwankt die Anzahl der Haare je nach Haarfarbe innerhalb bestimmter Bereiche. So haben Blonde durchschnittlich 150.000, Schwarzhaarige 110.000, Brünette 100.000 und Rothaarige 75.000 Kopfhaare.
- Anzahl der Kopfhaare: ca. 0–150.000
- Anzahl der Haare am gesamten Körper: ca. 5.000.000
- Haardichte: ca. 200 Haare/cm²
- täglicher Kopfhaarverlust: ca. 60–100 Stück
- Wachstumsrate: ca. 0,33 mm/Tag, mithin etwa 1 cm/Monat
- Haardurchmesser: 0,04 mm (Vellushaare) bis 0,12 mm (Terminalhaare)
- Zugfestigkeit: ca. 200 N/mm²
- Elastizitätsmodul: 125 N/mm²[3]
- Lebensdauer der Haarwurzel: ca. 6–8 Jahre

Haare wachsen ständig. (Das Haarwachstum endet mit dem Tod, das scheinbare Wachstum der Barthaare bei Verstorbenen beruht allein auf der Schrumpfung der Haut durch Wasserverlust.)

### Haarformen

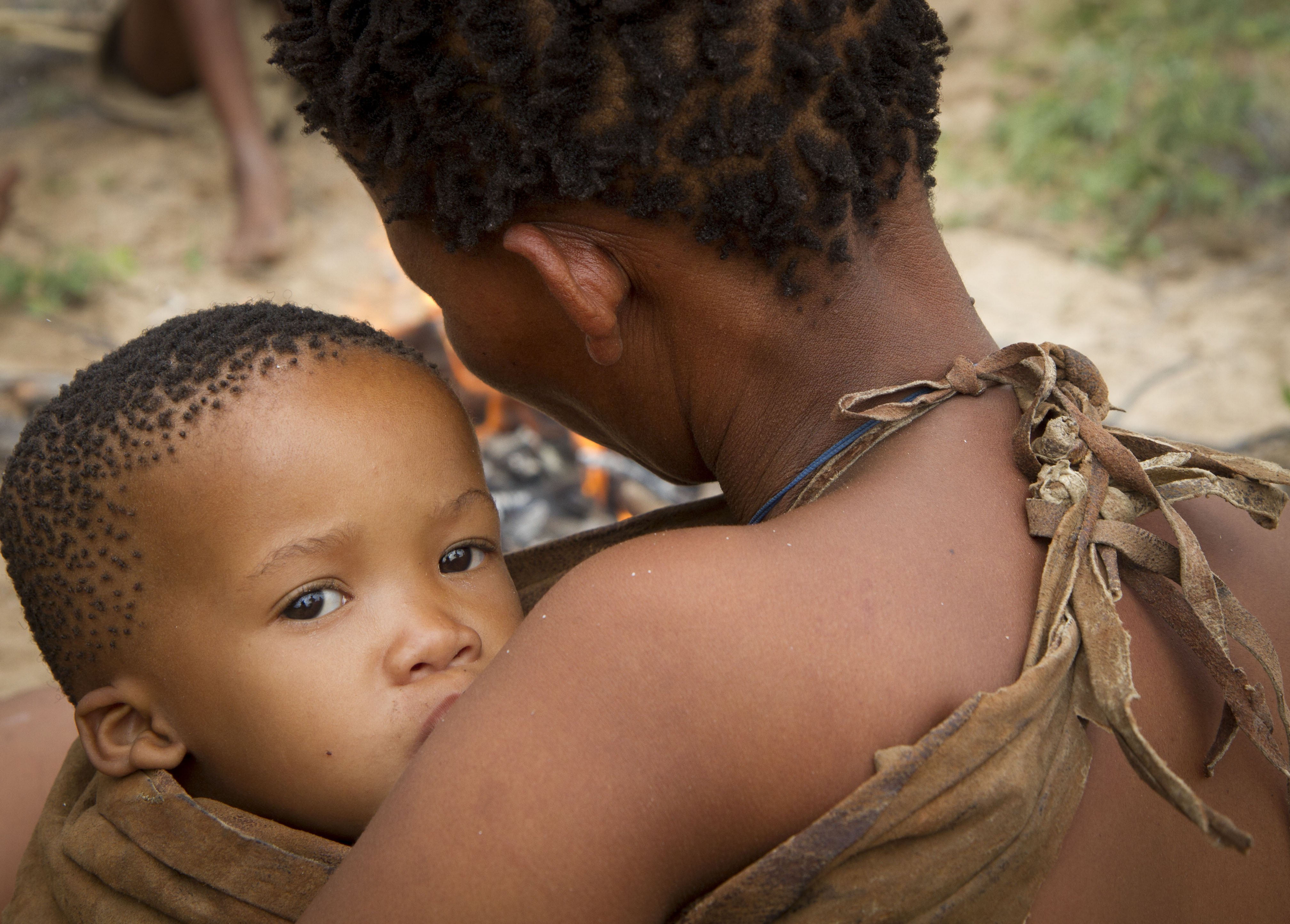
San-Frau und Kind mit typischem Pfefferkornhaar

Die Art der Haarausbildung (glatt, gewellt, gelockt, kraus) hängt maßgeblich von der Haarform, also dem Haarquerschnitt, und der Wuchsrichtung, also dem Haarstrich, ab. Haare von Ostasiaten und den meisten amerikanischen Ureinwohnern haben einen runden Querschnitt, wodurch sie in der Regel sehr glatt sind. Das Haar von Menschen indoeuropäischer Abstammung sowie von Polynesiern und australischen Aborigines weist zumeist einen runden bis ovalen Querschnitt auf, wodurch die Haare glatt bis gewellt sind oder zur Bildung von Locken neigen. Menschen aus Subsahara-Afrika und Melanesien sowie die dunkelhäutige Urbevölkerung des malaiischen Raumes haben dagegen Haare mit stark elliptischem Querschnitt; darum bilden ihre Haare meist sehr starke, kleine Locken (Kraushaar).
Eine besondere Haarform mit scheinbar spiralig zusammengedrehten Haarbüscheln, zwischen denen die Kopfhaut sichtbar ist, wird als Filfil oder „Pfefferkornhaar“ bezeichnet. Sie kommt nahezu ausschließlich bei den Nachkommen der ältesten menschlichen Population vor, die nach Untersuchungen von Humangenetikern vor ungefähr 200.000 – 300.000 Jahren von jenen anderer Populationen abzweigte und die heute bei den Khoisan und den Mbuti-Pygmäen zu finden ist.

## Haarwachstum

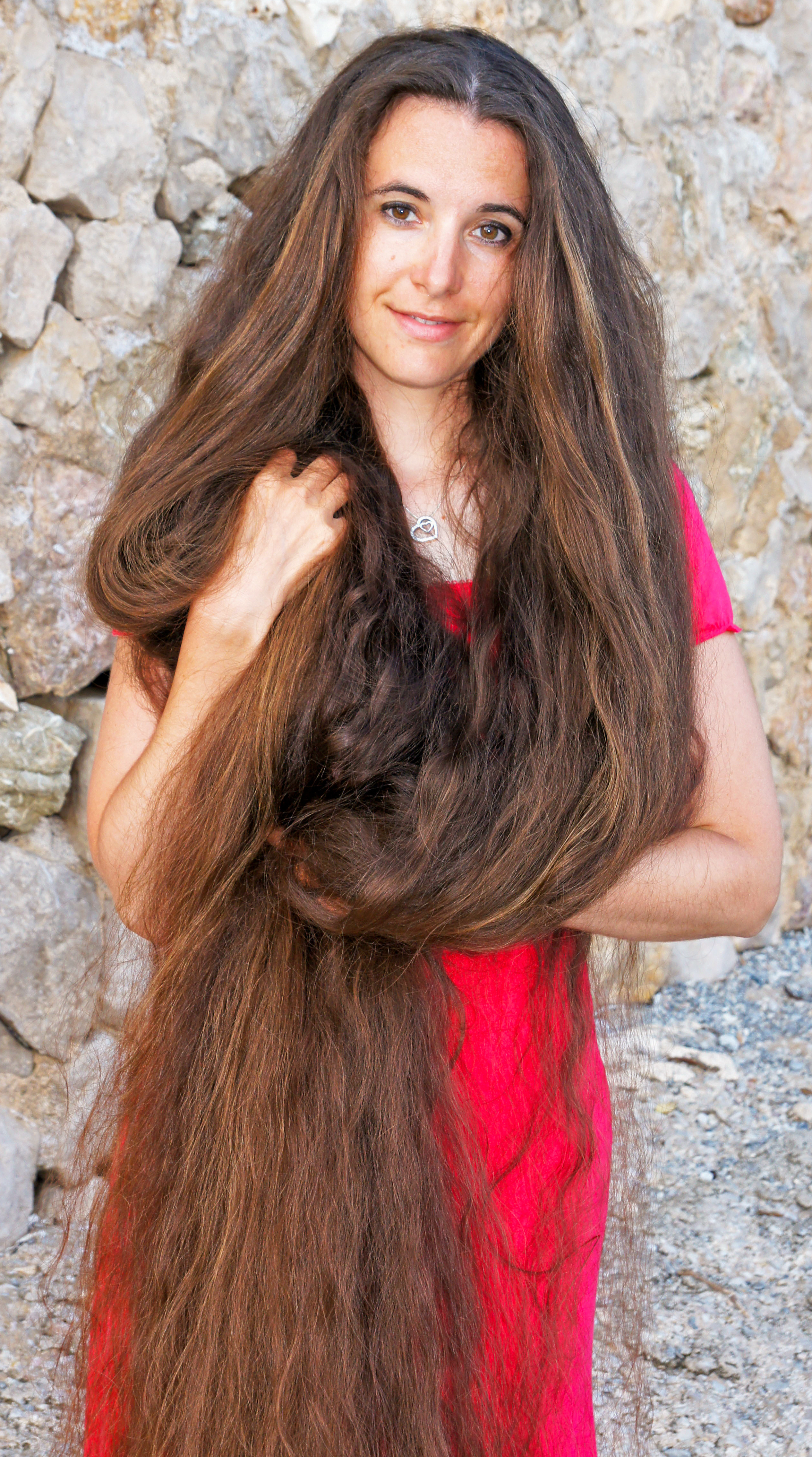
Nicht jeder kann so langes Haar bekommen wie Marianne Ernst (deutsches „Long hair Model“). Anfang März 2016 waren ihre Haare 174 cm lang. Haarlängen über einen Meter sind selten, weil die Lebensspanne eines Haares dafür sorgt, dass sie vorher ausfallen und das neue Haar in seiner Entwicklung wieder ganz von vorne anfängt.

Haare wachsen in Zyklen, ein Haarfollikel durchläuft dabei mehrere Phasen, die als Haarzyklus bezeichnet werden. Kopfhaare wachsen pro Tag 0,3 bis 0,5 mm, in einem Jahr ca. 15 cm. Dieser Wert variiert jedoch in den menschlichen Populationen: So haben Subsahara-Afrikaner ein deutlich langsameres Haarwachstum. Für die resultierende Haarlänge ist aber neben der Wachstumsleistung auch die Dauer des anhaltenden Wachstums entscheidend. Während viele Tiere saisonalbedingt ein- oder zweimal im Jahr Haarausfall erleben, wächst das Haupthaar des Menschen über mehrere Jahre hindurch, bei Frauen länger als bei Männern, bis zum Ausfall des (langen) Haares. Die Stärke des Wachstums hängt von individuellen Faktoren sowie vom Zeitpunkt im Haarzyklus ab. Auch die Dauer der Wachstumsphase ist genetisch bedingt und weist regionale Unterschiede auf. Etwa sind die in der südchinesischen Region Guangxi lebenden Yao bekannt für ihre extrem langen Haare, die oft länger als 1,50 Meter werden und die in ihrer Kultur eine besondere Rolle spielen. Der Wachstumszyklus muss demnach besonders lang sein. Demgegenüber steht das kurze „Pfefferkornhaar“ der Khoisan, das vermutlich auf eine genetisch bedingte sehr kurze Lebensdauer der Haare zurückzuführen ist.
Die verbreitete Annahme, Körperhaare (Barthaare, Beinhaare) würden durch regelmäßiges Rasieren schneller oder vermehrt wachsen, ist falsch.

### Haarzyklus
- Anagenphase: In dieser Wachstumsphase bildet sich eine neue Haarwurzel, und die Produktion eines Haares beginnt. Die Anagenphase dauert beim menschlichen Kopfhaar ca. zwei bis sechs Jahre, abhängig von Alter, Geschlecht und spezifischer Stelle. Etwa 85–90 % der Haare auf der Kopfhaut befinden sich in dieser Phase. Haare in der Anagenphase nennt man „Papillarhaare“.
- Katagenphase: In dieser etwa 2 bis 3 Wochen dauernden Übergangsphase stellt die Matrix ihre Zellproduktion ein und der Haarfollikel verengt sich im unteren Bereich. Das Haar löst sich von der Papille und verkümmert. Der Haarfollikel verkürzt sich. In dieser Phase befinden sich ca. 1 % aller Haare, die dann als „Beethaare“ bezeichnet werden.
- Telogenphase: Mit dieser Endphase, in der sich bis zu 18 % der Kopfbehaarung befindet, erneuert sich die Haarpapille und der Haarfollikel regeneriert sich. Die Matrix entsteht wieder und beginnt mit der Zellteilung, wodurch ein neues Haar entsteht. Dieser Abschnitt des Haarzyklus dauert 2 bis 4 Monate. Die Haare in der Telogenphase nennt man „Kolbenhaar“.

Darüber hinaus wird bei Tieren eine Kenogenphase unterschieden. Sie beginnt nach dem Ausfall des Haares und endet mit dem Beginn eines neuen Haarzyklus. Über diese haarlosen Haarfollikel wird die unterschiedliche Felldichte im Sommer- bzw. Winterfell gesteuert.

### Trichogramm
Bei Verdacht auf strukturelle Schäden der Haare oder zur Abklärung eines Haarausfalls wird ein Trichogramm angelegt. Dazu werden mit einer Pinzette 50 bis 100 Haare ausgezupft (nachdem drei Tage lang nicht gewaschen und nur vorsichtig gekämmt wurde). Unter dem Mikroskop werden anschließend die Haarwurzeln beurteilt und den einzelnen Wachstumsphasen zugeordnet. Normalwerte: Anagenhaare 85 Prozent, Katagenhaare 1 %, Telogenhaare 13 %. Der Rest entfällt auf defekte Haare.
Seit einigen Jahren wird häufig anstelle des Trichogramms ein Computertrichogramm durchgeführt. Dabei werden in einem kleinen Areal die Haare gekürzt und nach zwei Tagen mit einer Kamera aufgenommen. Auf diese Weise kann der Anteil der Anagenhaare (gewachsene Haare) bestimmt werden, ohne die Haare auszuzupfen.

### Entwicklung von Kopf- und Körperbehaarung
Der gesamte menschliche Körper ist bis auf wenige Ausnahmen von Haaren bedeckt. Zu unterscheiden sind das Kopfhaar, die Schambehaarung und die übrige Körperbehaarung, da sie in Bezug auf die Sensibilität auf Androgene jeweils anderen Entwicklungsmodalitäten folgen.
Bei Geburt kann Kopfhaar gebildet sein, welches allerdings häufig nicht bleibt. Das Kopfhaar wird danach bereits in der frühen Kindheit als Terminalhaar ausgebildet. Die Körperbehaarung besteht zunächst vollständig aus Vellushaar und entwickelt sich erst später, in der Pubertät, an bestimmten Stellen zu Terminalhaar. Ausnahmen bilden allerdings die Wimpern und Augenbrauen, die wie das Kopfhaar bereits vom Kindesalter als Terminalhaar vorhanden sind.
Mit der Pubertät beginnen in aller Regel auch Scham- und Achselbehaarung üppiger zu wachsen, beim Mann auch der Bart, später meist auch auf Brust und Schultern.
Mit dem Alter, oft auch vorzeitig, vermindert sich das Wachstum des Haupthaares, vor allem vieler Männer. Umgekehrt nimmt das Haarwachstum an den Oberlippen von Frauen zu. Auch an Ohrläppchen, Füßen und Nase nimmt das Haarwachstum meist zu.

## Haarkrankheiten
Haarkrankheiten können auf unterschiedlichste Ursachen zurückgeführt werden. Dazu gehören genetische, hormonelle oder Einflüsse der Umwelt.
- Alopezie (Haarausfall)
- Hypotrichose (Haarmangel)
- Hypertrichose (Überbehaarung)
- Trichiasis (Einwärtskehrung der Wimpern und Reiben auf der Hornhaut)
- Monilethrix (brüchige Haare durch Haarveränderung)
- Trichorrhexis nodosa (knotig verdickte Stellen, brüchige Haare)
- Trichomycosis palmellina (bakterielle Besiedelung der Haarschäfte)
- Hirsutismus (männlicher Behaarungstyp bei Frauen)
- Albinismus (Farblosigkeit infolge Melaninmangels, mit weißem Haarkleid)
- Pili annulati (Ringelhaare, erblich bedingte Streifung der Haare)
- Trichofollikulom (gutartiger Tumor der Haarfollikel)
- Pilomatrixom (gutartiger, verkalkender Hauttumor der Haarmatrix)
- Trichotillomanie (zwanghaftes Ausreißen der Haare, im engeren Sinne keine Haar-, sondern eine psychische Krankheit)
- Bandhaar (abgeflachter Querschnitt der Haare)
- Weiterhin gibt es einige Arten der Dermatomykose (hauptsächlich der Dermatophytose), die sich verschiedentlich auf das Haarwachstum auswirken können. Die Krankheitserreger befallen hierbei die Haarbälge bzw. -follikel.

Labortiere mit genetisch bestimmten Haaranomalien werden zur molekularbiologischen Aufklärung gezüchtet (Nacktmäuse oder andere).

## Aufgaben und Funktionen der Haare
Die Behaarung erfüllt mehrere Funktionen:
- Wärmedämmung: Haare verhindern ein zu rasches Abkühlen (Hypothermie) des Körpers. Bei den meisten Säugetieren bildet die dichte Behaarung ein Fell aus Deckhaar (Oberhaar) und Wollhaar (Unterwolle), das der Wärmeregulation dient.
- Tasten: durch Nervenfasern am Haarbalg dienen die Haare dem Tastsinn. Es gibt spezielle Tasthaare.
- Tarnung: Die Behaarung oder das Fell besitzt meist Farbpigmente und bestimmt das Aussehen eines Tieres. Bei einigen Tieren passt sich die Fellfarbe der Jahreszeit an – sie ist beispielsweise im Winter heller (siehe auch Fellwechsel).
- Lichtschutz: Haare absorbieren UV-Strahlung sowie Infrarotlicht (Wärmestrahlung) und schützen somit vor schädlichen Einflüssen des Sonnenlichts.[12]
- Feuchtigkeitsschutz gegen Regen und beim Schwimmen, durch Ableiten des Wassers in Richtung des Haarstriches, in Kombination mit Einfetten (z. B. Bibergeil (Castoreum) des Bibers). Fehlende Talgdrüsen (z. B. bei Moschusochsen) machen die Tiere anfällig gegen Regen.
- Beispielsweise beim Pferd dient das Schweifhaar von Mähne und Schweif dem Vertreiben von Insekten.
- Imponier- und Drohfunktionen: Scheinbare Vergrößerung eines Tieres durch temporäres Aufrichten des Fells oder festgelegte Verteilung des Haarkleids (Drohverhalten).
- Bessere Verbreitung von körpereigenen Duftstoffen, wie z. B. Pheromonen.
- Feuchtigkeitsregulierung: Die Haut ist mit Schweißdrüsen versehen. Überschüssige Feuchtigkeit wird von den Haaren abgeleitet.

### Kunsthaar
Folgende Produkte werden aus Kunsthaar gefertigt.
- künstliche Wimpern
- Haarverlängerung (englisch Extensions) (Haarteile/Echthaar bis Kunstfaser)
- Toupet, Perücke, künstlicher Zopf
- Rauchwaren (Pelze und Felle)

## Verwertung
- Besonders langes und möglichst starkes Haar wird – abgeschnitten – zu Perücken verarbeitet.
- Das deutsche Start-up Hair Helps the Oceans sammelt Schnitthaar von Friseuren, um es zu Matten zu verarbeiten, die durch Aufsaugen Gewässer von Öl, Benzin, Sonnenöl reinigen.[13]

## Haare in Kunst und Literatur

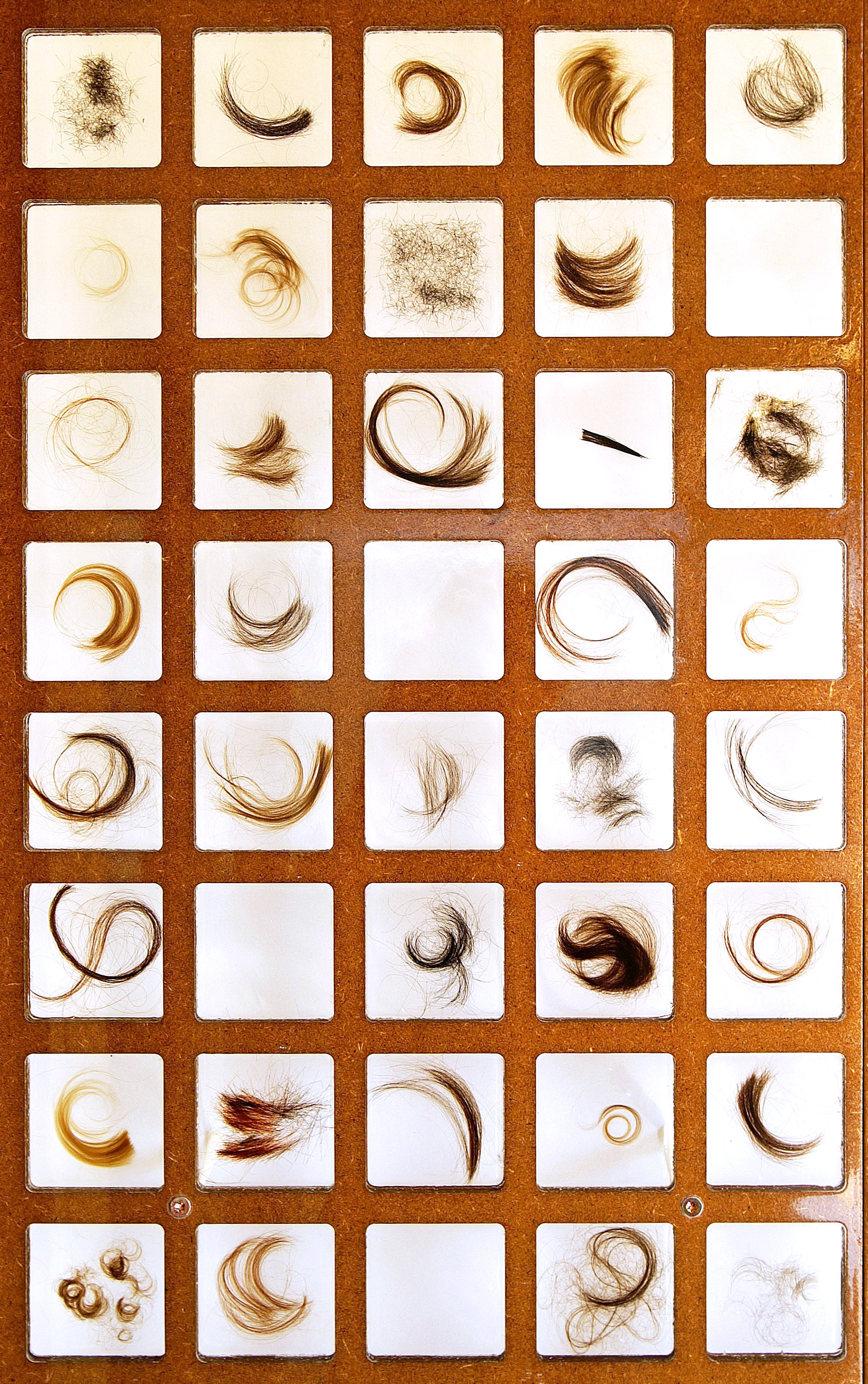
1740 Ichs, Detailansicht

- 1740 Ichs (Roland Becher, 2006), Mosaik aus 1740 Kunstharzwürfeln mit eingegossenen Haaren von 1340 Gemeindebürgern im Gemeindehaus von Sulzberg (Vorarlberg), Länge 8 m, Höhe 2,5 m,
- Rapunzel, Märchen der Brüder Grimm: Ein Prinz klettert am Haarzopf zur späteren Prinzessin, die in einen Turm gesperrt ist.
- Struwwelpeter, Kinderbuch (1845) von Heinrich Hoffmann
- Asterix der Gallier, Comic, Film: Nach Einnahme eines Haarwuchszaubertranks wachsen den Römern Kopf- und Barthaare zusehends.[14]

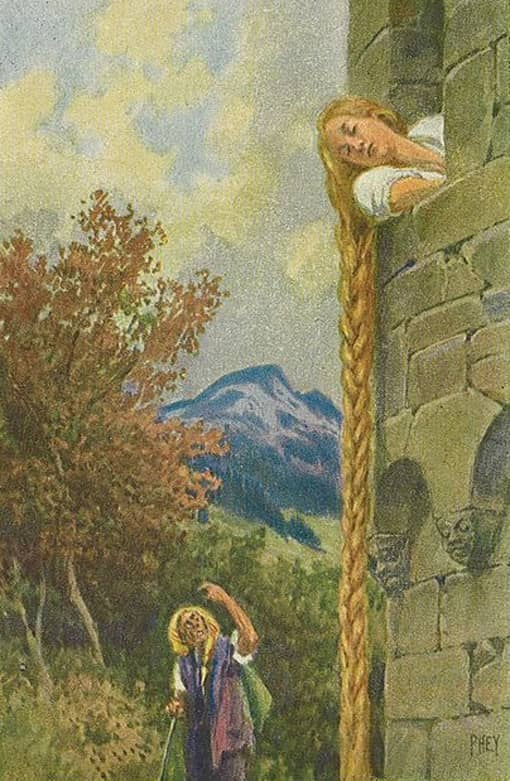
Rapunzel, Illustration von Paul Hey (1910)
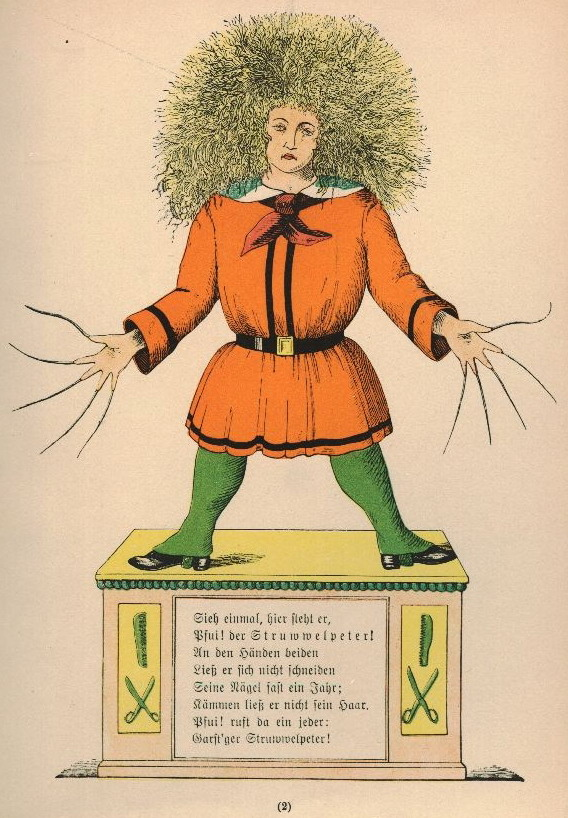
Struwwelpeter

- Redewendung: (ein Argument) ist „an den Haaren herbeigezogen“